# Mogoșani (gmina)
Mogoșani – gmina w południowej Rumunii, terytorialnie i administracyjnie należąca do okręgu Dymbowica.
W skład gminy wchodzi 5 miejscowości: Chirca, Cojocaru, Merii, Mogoșani i Zăvoiu. Według stanu na rok 2011 liczyła 4444 mieszkańców, zaś w roku 4051 jej liczebność wynosiła 4836 mieszkańców.